# Eriopyga dolens
Eriopyga dolens är en fjärilsart som beskrevs av Druce. Eriopyga dolens ingår i släktet Eriopyga och familjen nattflyn. Inga underarter finns listade i Catalogue of Life.